# Chelers
Chelers ist eine französische Gemeinde mit 244 Einwohnern (Stand 1. Januar 2022) im Département Pas-de-Calais in der Region Hauts-de-France. Sie gehört zum Arrondissement Arras, zum Kanton Avesnes-le-Comte und zum Kommunalverband Campagnes de l’Artois.

## Lage
Die Gemeinde Chelers liegt im Osten des Artois, 23 Kilometer westnordwestlich von Arras und 25 Kilometer westsüdwestlich von Lens. Nachbargemeinden von Chelers sind Magnicourt-en-Comte im Norden, Frévillers im Nordosten, Béthonsart im Osten, Villers-Brûlin im Südosten, Tincques im Süden sowie Bailleul-aux-Cornailles im Westen. Im Nordwesten der Gemeinde stehen vier Windkraftanlagen als Teil eines interkommunalen Windparks.

## Bevölkerungsentwicklung
| Jahr                       | 1962 | 1968 | 1975 | 1982 | 1990 | 1999 | 2006 | 2013 | 2022 |
| -------------------------- | ---- | ---- | ---- | ---- | ---- | ---- | ---- | ---- | ---- |
| Einwohner                  | 320  | 301  | 284  | 286  | 260  | 258  | 279  | 273  | 244  |
| Quellen: Cassini und INSEE |      |      |      |      |      |      |      |      |      |

## Sehenswürdigkeiten
- Kirche Saint-Martin
- Schloss Chelers